# Monchiet
Monchiet ist eine französische Gemeinde mit 104 Einwohnern (Stand 1. Januar 2022) im Arrondissement Arras des Départements Pas-de-Calais. Sie liegt im Kanton Avesnes-le-Comte und ist Mitglied des Kommunalverbandes Campagnes de l’Artois.
|                | Simencourt  |                    |
| Gouy-en-Artois | Kompass     | Beaumetz-lès-Loges |
|                | Bailleulval | Basseux            |

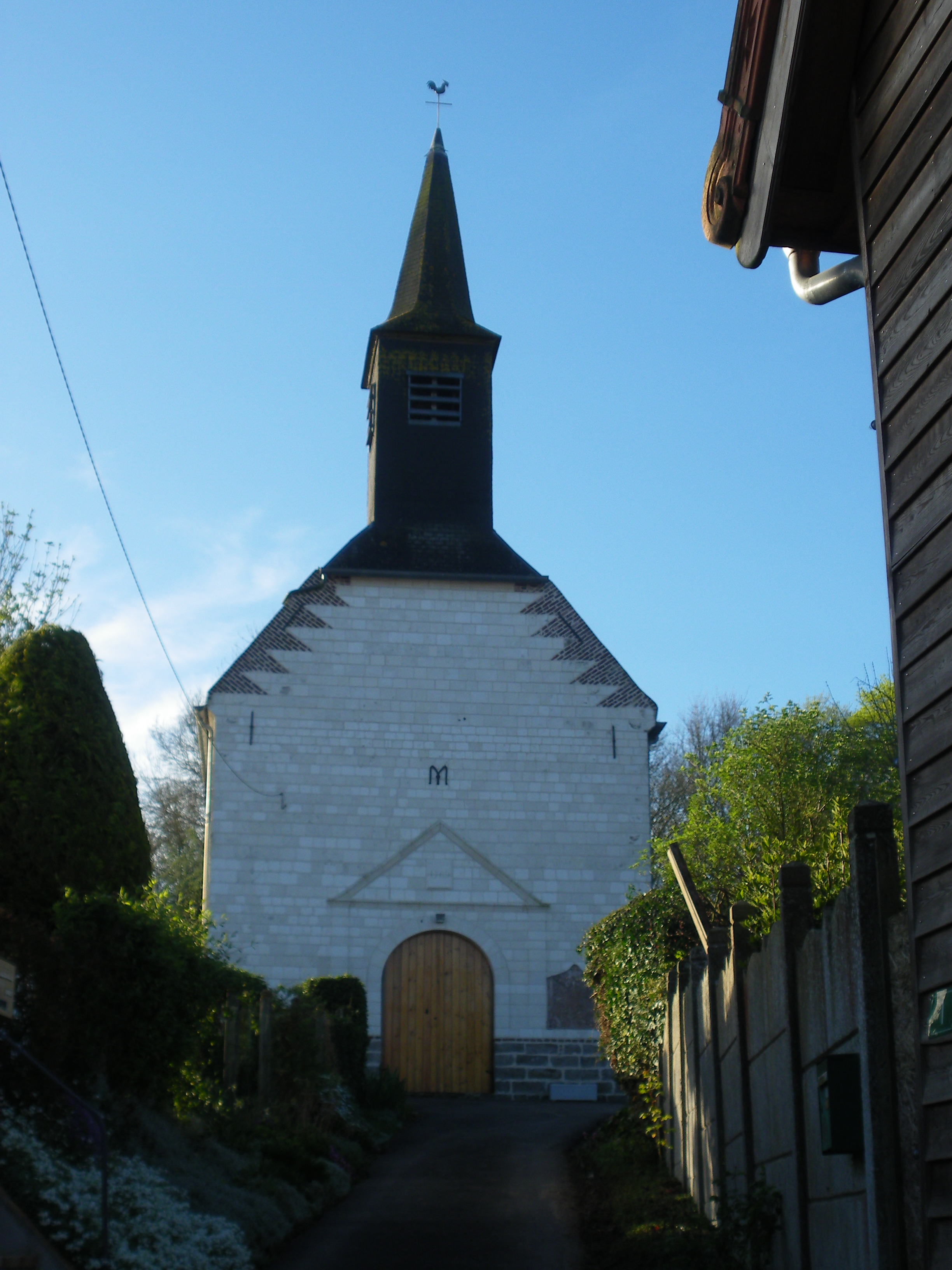
Kirche Saint-Jacques
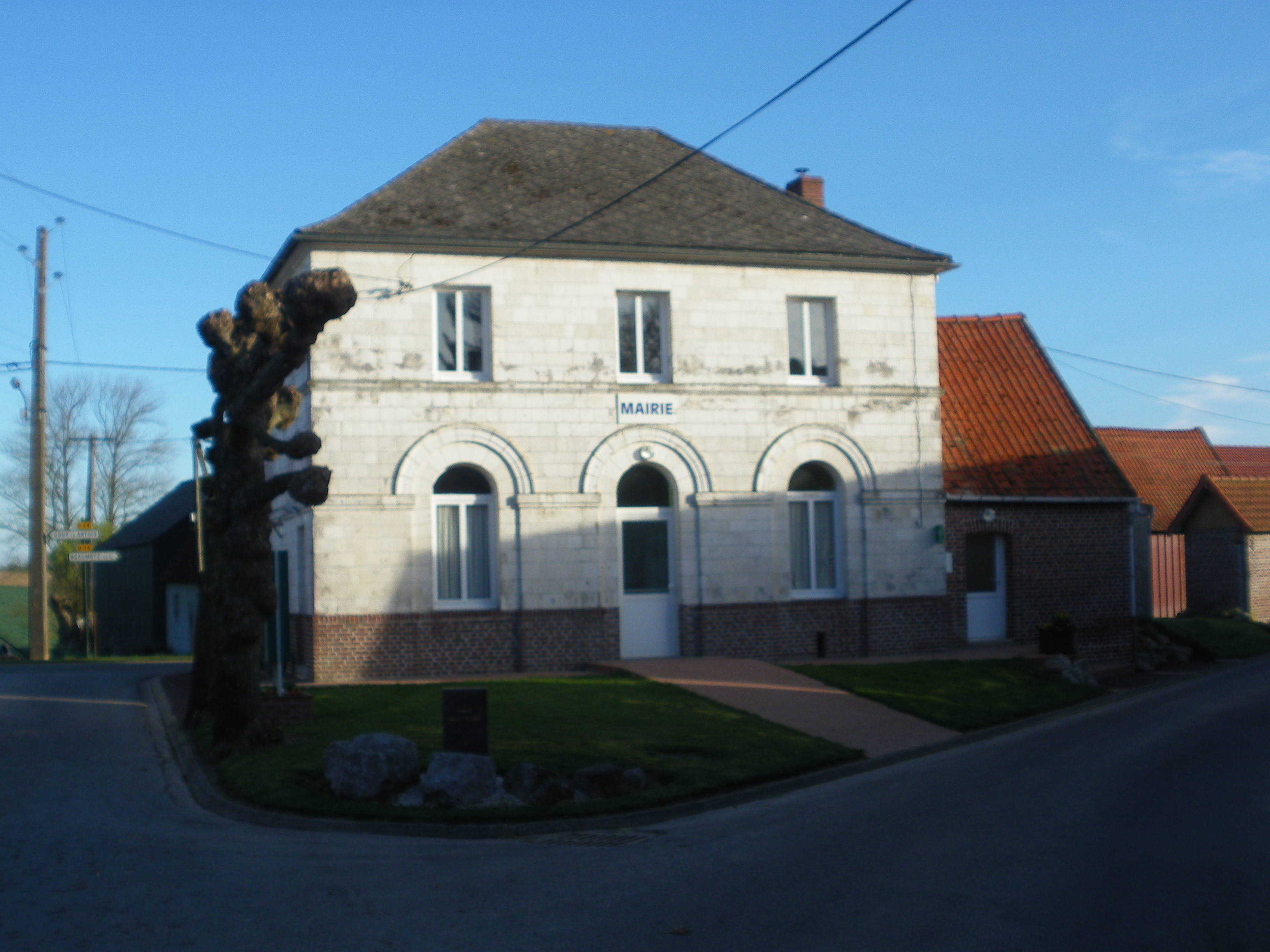
Rathaus